# 花瓶岩
花瓶岩，又稱花瓶石，是一座位於臺灣屏東縣琉球嶼本福村的一個海蝕柱蕈狀岩，該景觀現由大鵬灣國家風景區管理處維護。

## 概要
該岩石所在地的地質為珊瑚礁石灰岩和泥岩，最初沉積在海底的上新世泥岩地層。隨後由於地殼构造抬升，上面生長了4-10公尺高的珊瑚礁形成了琉球嶼石灰岩。而在長期的海岸侵蝕下，岩石頸部最終呈現出上粗下細的獨特造型。，當前該岩石上長滿包括臭娘子與盒果藤等植物。臺灣日治時期期間，該岩石曾被稱為「香菇岩（琉球キノコ岩）」或「茸岩」。
花瓶岩所在區域曾遭到人為破壞及意外事件發生，如施放煙火及天燈、失足、刻字等破壞。2022年後，花瓶岩區域由保育區巡守隊管理，並定期針對保育區破壞棲地環境提供保護和遊客勸導。根據2023年紀錄，花瓶岩的珊瑚覆蓋率狀態呈「失能」。

## 另見
- 烏鬼洞
- 美人洞
- 船帆石 － 位於墾丁國家公園的珊瑚礁岩

## 外部連結
- 花瓶岩 - 大鵬灣國家風景區 （页面存档备份，存于）